# Градиент осмолярности
Градиент осмолярности представляет собой нарастание или уменьшение концентрации осмотически активных веществ (осмолярности) по какому-либо направлению пространства. Градиент осмолярности характерен для ряда биологических систем, где он играет важную роль, контролируя возможное направление движения воды в системе.

## Почки
Например, градиент осмолярности характерен для извитых канальцев нефронов, собирательных трубочек почек и интерстициальной жидкости их окружающей. Градиент создается благодаря выходу и повторному входу растворенных веществ (мочевина и соли) на различных участках нефрона. Избирательная проницаемость канальцев и работа их трансмембранных транспортных систем является основным фактором, обеспечивающим существование градиента. В целом, можно сказать, что осмолярность ткани почек увеличивается по направлению от внешней части кортекса (наружный слой кортикальных нефронов) по направлению к мозговому веществу почек (средний слой юкстамедуллярных нефронов).